# FK Bodø/Glimt
FK Bodø/Glimt ( PRONÚNCIA) – também conhecido como Glimt – é um clube de futebol da Noruega, sediado na cidade de Bodø ( PRONÚNCIA).

O clube foi fundado em 19 de setembro de 1916 com o nome de Glimt, que hoje em dia é uma das principais alcunhas da equipe.

Atualmente (2025), disputa a Eliteserien, a primeira divisão de futebol na Noruega.

O Bodø/Glimt venceu a Copa do Norte da Noruega (Nord-Norgesmesterskap; 1929-1969) nove vezes, a Copa da Noruega (Norgesmesterskapet) duas vezes e foi três vezes campeão Norueguês, em 2020, 2021, 2023 e 2024.

As cores do clube são: camisola (br: camiseta) amarela, calção amarelo e meias amarelas.

Os torcedores do Bodø/Glimt são conhecidos como “1916” ou “Den Gule Horde” (A Horda Amarela, em norueguês).
Costumam levar grandes escovas de dentes amarelas para as partidas — um símbolo da torcida desde os anos 70.

No início dos anos 2000, o Bodø/Glimt era um dos principais times da Noruega, entretanto, foi rebaixado ao fim da temporada de 2005. Após dois anos, no dia 12 de novembro de 2007, a equipe retornou à primeira divisão, após vencer o Odd Grenland por 4–2 no placar agregado no playoff de promoção.

## Títulos
| NACIONAIS | NACIONAIS            | NACIONAIS | NACIONAIS               |
|           | Competição           | Títulos   | Temporadas              |
| --------- | -------------------- | --------- | ----------------------- |
|           | Campeonato Norueguês | 4         | 2020, 2021, 2023 e 2024 |
|           | Copa da Noruega      | 2         | 1975 e 1993             |

Outros títulos
- 1. divisjon

Campeão (2): 2013, 2017;
- Northern Norwegian Cup

Campeão (9): 1930, 1933, 1934, 1939, 1952, 1963, 1964, 1967, 1969;
Vice-campeão (5): 1949, 1955, 1961, 1962, 1966;

## Elenco atual
Atualizado em 31 de março de 2025.

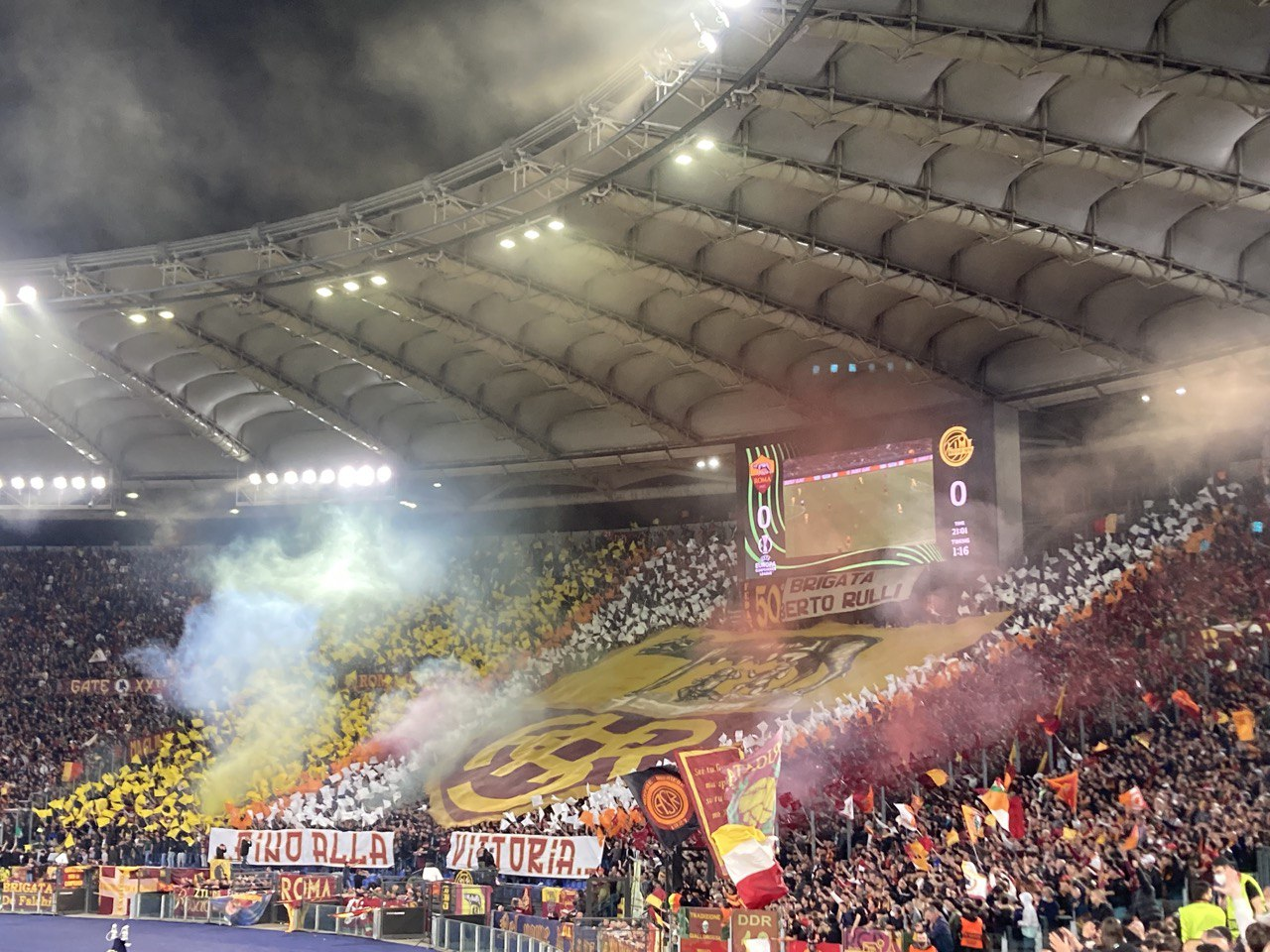
O estádio de Aspmyra
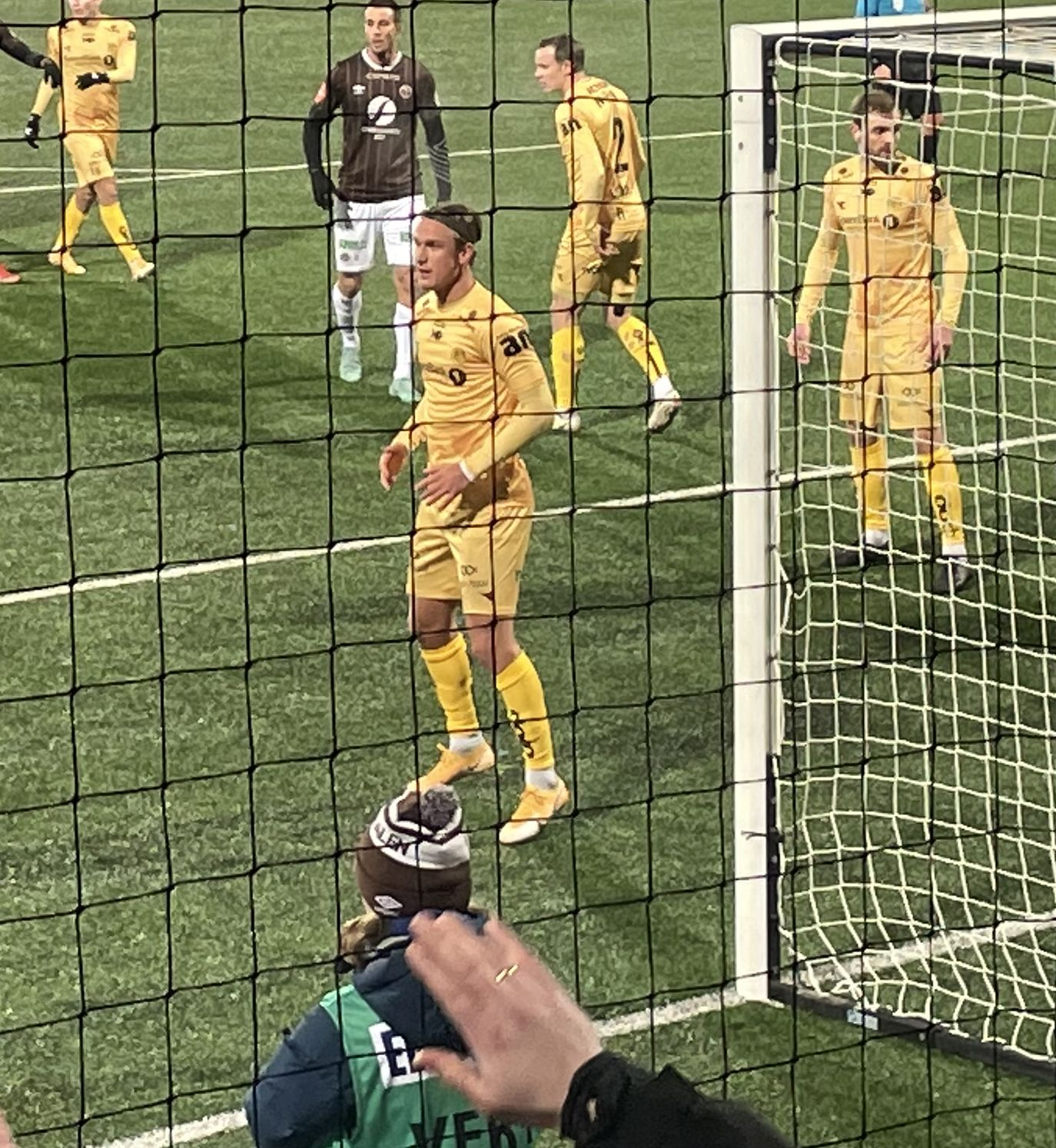
Defensiva da equipa
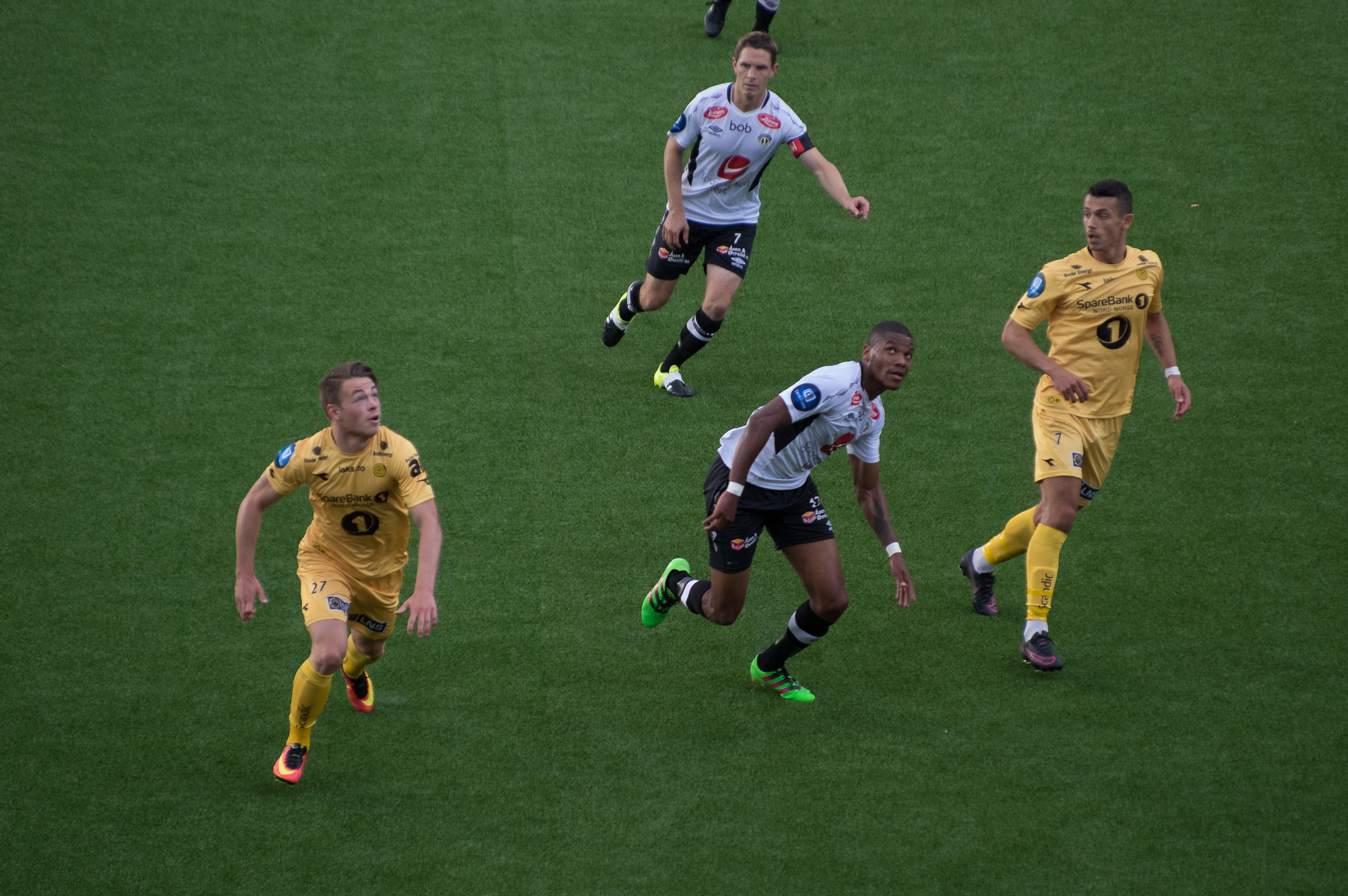
O jogo do meio-campo
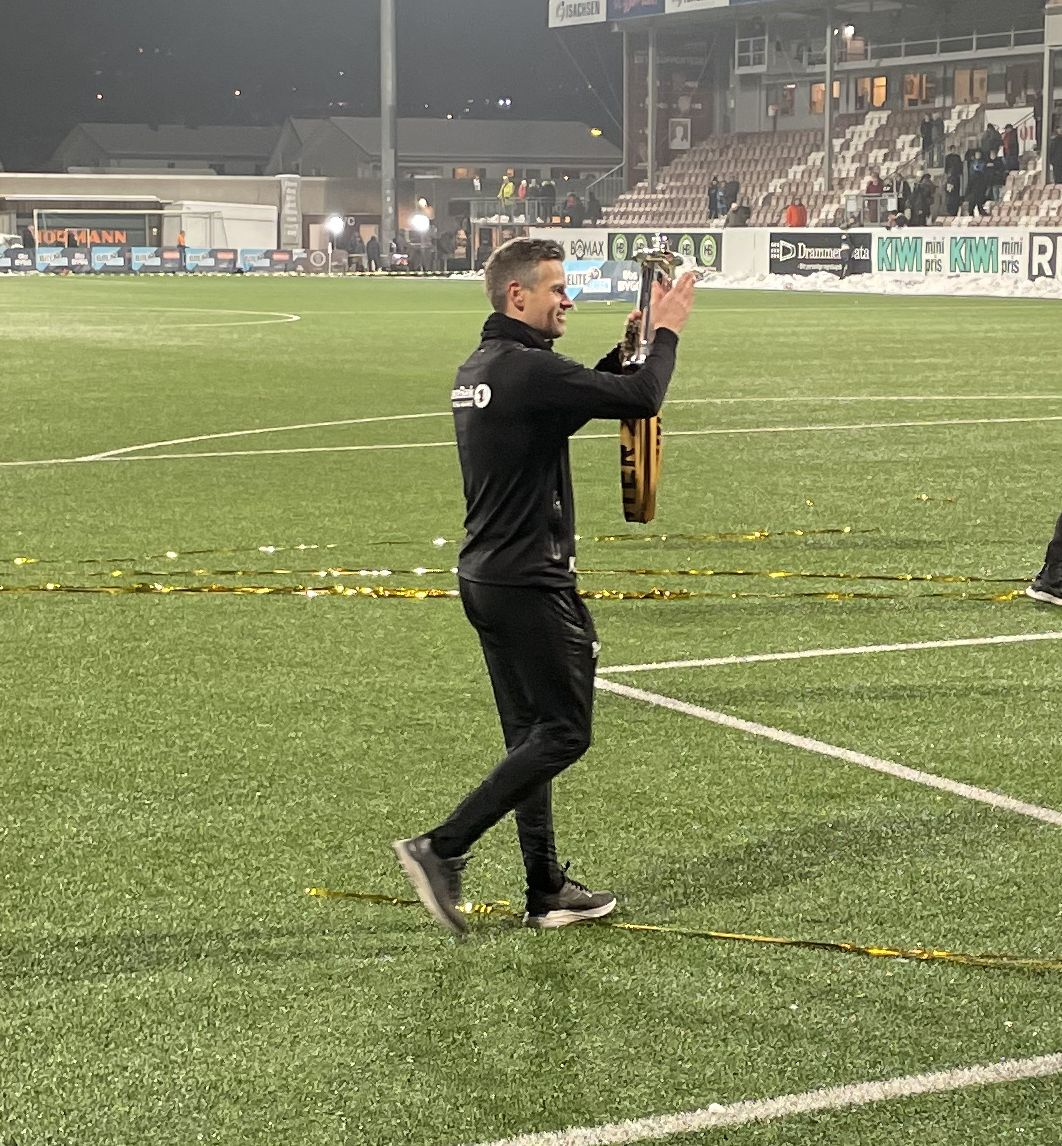
O treinador Kjetil Knutsen